# The Bootleg Series Vol. 17: Fragments - Time Out of Mind Sessions (1996-1997)
| Recensione | Giudizio |
| ---------- | -------- |
| AllMusic   | [ 1 ]    |
| Pitchfork  | 8.6/10   |

The Bootleg Series Vol. 17: Fragments – Time Out of Mind Sessions (1996–1997) è il titolo del diciassettesimo album discografico di Bob Dylan appartenente alla serie Bootleg Series, pubblicato nel 2023 dalla Legacy Records. La compilation include una versione remixata dell'album Time Out of Mind, outtake, versioni alternative e dal vivo di vari brani dell'epoca. Il disco è stato pubblicato in una versione standard su due CD e in versione estesa come cofanetto box set da 5 dischi. In aggiunta alle due versioni su CD, sono uscite anche una versione da 4 LP in vinile e da 10 LP.
Questo particolare periodo della carriera discografica di Bob Dylan era stato già preso in esame in The Bootleg Series Vol. 8 - Tell Tale Signs: Rare and Unreleased 1989-2006, compilation del 2008 che raccoglie outtake e demo tratti dalle sessioni di Time Out of Mind.

## Tracce

### Standard edition
Disco 1 - Time Out of Mind (2022 Remix)
1. Love Sick (2022 Remix) – 5:21
2. Dirt Road Blues (2022 Remix) – 3:34
3. Standing in the Doorway (2022 Remix) – 7:41
4. Million Miles (2022 Remix) – 5:51
5. Tryin' to Get to Heaven (2022 Remix) – 5:22
6. 'Til I Fell in Love with You (2022 Remix) – 5:15
7. Not Dark Yet (2022 Remix) – 6:27
8. Cold Irons Bound (2022 Remix) – 7:14
9. Make You Feel My Love (2022 Remix) – 3:30
10. Can't Wait (2022 Remix) – 5:45
11. Highlands (2022 Remix) – 16:31

Durata totale: 72:31
Disco 2 - Outtakes and Alternates
1. The Water Is Wide (8/19/96, Teatro) – 5:41 (Traditional)
2. Red River Shore – Version 1 (9/26/96, Teatro) – 6:50
3. Dirt Road Blues – Version 1 (1/12/97 Criteria Studios) – 5:29
4. Love Sick – Version 1 (1/14/97, Criteria Studios) – 5:12
5. Tryin' to Get to Heaven – Version 2 (1/12/97, Criteria Studios) – 5:01
6. Make You Feel My Love – Take 1 (1/5/97, Criteria Studios) – 4:10
7. Can't Wait – Version 1 (1/21/97, Criteria Studios) – 4:51
8. Mississippi – Version 2 (1/11/97, Criteria Studios) – 5:12
9. Standing in the Doorway – Version 1 (1/13/97, Criteria Studios) – 7:06
10. Not Dark Yet – Version 1 (1/11/97, Criteria Studios) – 7:12
11. Cold Irons Bound (1/9/97, Criteria Studios) – 6:07
12. Highlands (1/16/97, Criteria Studios) – 14:06

Durata totale: 76:57